# 津田信成
津田 信成（つだ のぶなり）は、安土桃山時代から江戸時代初期にかけての武将、大名。諱は高勝（たかかつ）ともいう。通称は長門守。
文禄2年（1593年）に洛外千人斬り事件で改易された兄信任の跡を継いで、後に山城国御牧藩主となったが、慶長12年（1607年）に当人も数名の大名や旗本と共に京都で狼藉に及んだかどにより改易された。『 老人雑話』によれば、大名行列で衣装や日用品を収納して従者にかつがせた挟箱（挟み箱）を考案したという。

## 生涯
永禄5年（1562年）、津田盛月（津田信勝）の次男として誕生。なお、この父も元亀3年（1572年） に柴田勝家の代官を斬って、兄（信成から見れば伯父）中川重政ともども改易された経緯がある。しばらくして重政は織田信長の赦免を受けて帰参したが、追放された盛月は羽柴秀吉に召されて変名して仕えたので、信任・信成兄弟も同じく秀吉に仕えた。
天正12年（1584年）5月の小牧の役の二重堀からの撤退の際に奮戦。
天正18年（1590年）の小田原の役に従軍して、秀吉本陣の馬廻衆として100騎を率いた。
文禄元年（1592年）からの文禄の役では肥前名護屋城に駐屯。御前備衆として500人を率いて西の丸の守備にあたった。
文禄2年（1593年）、父盛月が死去。後を継いだ兄の信任が洛外千人斬り事件の犯人の容疑で逮捕されたため、信成が家督を継いで山城三牧城（御牧城）主となるが、このときに3万5,000石から1万3,000石に減封された。文禄3年（1594年）春、伏見城普請を分担。
慶長3年（1598年）、秀吉が亡くなると遺物・兼長の刀を受領。豊臣秀頼に仕えた。
慶長5年（1600年）6月16日、徳川家康の会津征伐に従って大坂を出陣し、関ヶ原の戦いでは東軍に与した。9月15日の本戦では信成は西軍の戸田勝成（武蔵守）と戦い、槍合わせをして突き倒したが、同じ東軍の織田長孝が急に現れて勝成の首を掻き取った。信成は手柄を横取りされたが、長孝の無作法に文句を言わなかった。まだ戦いは続いていたし、勝成は長年の友人だったので、自分で首を取るのは忍びなかったのである。（ただし『武家事紀』では、逆に長孝が勝成を突き倒し、信成の家臣が割って入って首を奪おうとして諍いを起こしたと書いている。）家康はこれを戦後に聞いて信成の態度を褒め称えた。
戦後は所領を安堵され、初代の御牧藩主となった。
『慶長見聞録案紙』『当代記』『老人雑話』『廃絶録』によると、慶長12年（1607年）6月、京都の祇園林で彫金家（で豪商）の後藤光乗とその子の長乗夫婦、後藤家の女房衆、茶屋（茶屋四郎次郎か？）などの女房ら町人の一行が遊山をしていると、鞍馬詣からの帰りの信成・稲葉通重（美濃清水藩主）・天野雄光（旗本）・大島光朝（旗本）その他の若い10人ばかりが7、8名の部下の侍をつれて現れ、長乗の美しい妻を知っていた信成が懸想をしたので、飛び切りの美女をひっ捕らえて茶屋で飲もうと言い、武士の一団は理不尽にも町人一行のお供の男女を捕らえて木に縛りつけ、大声をあけて刀を抜いて殺すぞと脅し、妻ら7、8名の女性を茶屋に連れ込んで酒宴を催し、酔いに乗じてそのまま放置して立ち去った。後藤長乗は家康とも知己があったのでこれを幕府に訴え出た。これを聞いた家康は激怒し、結城秀康がとりなそうとしたのが、12月に信成、通重、雄光、そして光朝は改易となった。その際、関ヶ原の戦いで戸田勝成を討った織田長孝の功績を奪おうとした件も（全く逆の判定となって）罪状に加えられたという。
信成は剃髪して道慶を名乗った。
正保2年（1645年）8月20日、下野国足利にて死去した。享年85。法名は西方院穴山宗立居士。